# Arte Vivo
Arte Vivo es una banda de rock sinfónico formada y disuelta en La Habana.
Es el primer grupo, conocido, en Cuba en desarrollar propuestas de rock sinfónico y progresivo. Mezclaron piezas clásicas con rock e hicieron un taller renacentista de experimentación donde el rock era la base. Su propuesta también era acompañada de plástica y del teatro vanguardista cubano de esos años.
Grabaron un disco pero el máster desapareció en su país y poco después la banda desapareció.